# Usnea subscabrosa
Usnea subscabrosa är en lavart som beskrevs av Nyl. ex Motyka. Usnea subscabrosa ingår i släktet Usnea och familjen Parmeliaceae.   Inga underarter finns listade i Catalogue of Life.